# Unione Sportiva Pro Vercelli 1948-1949
Questa voce raccoglie le informazioni riguardanti l'Unione Sportiva Pro Vercelli nelle competizioni ufficiali della stagione 1948-1949.

## Rosa
| N. |                   | Ruolo | Calciatore          |
| -- | ----------------- | ----- | ------------------- |
|    | Italia (bandiera) | D     | Sergio Barbero      |
|    | Italia (bandiera) | C     | C. Berto            |
|    | Italia (bandiera) | D     | Paolo Brusa         |
|    | Italia (bandiera) | D     | Raimondo Cantone    |
|    | Italia (bandiera) | C     | Nino Malinverni     |
|    | Italia (bandiera) | P     | Domenico Mussino    |
|    | Italia (bandiera) | C     | Antonio Nicolazzini |

| N. |                   | Ruolo | Calciatore        |
| -- | ----------------- | ----- | ----------------- |
|    | Italia (bandiera) | D     | Giovanni Operto   |
|    | Italia (bandiera) | C     | Guglielmo Oppezzo |
|    | Italia (bandiera) | A     | G. Palma          |
|    | Italia (bandiera) | P     | Renato Rustico    |
|    | Italia (bandiera) | A     | Roberto Serone    |
|    | Italia (bandiera) | P     | Zambelli          |